# 顺政国
顺政国，亦作顺正国，亦称顺政王国、顺政王朝等，是指1946年至1950年期间在上海，由在理教首领张顺宝为首成立的一个秘密结社政权。

## 概述
1946年初，上海在理教道首张顺宝购置了地处上海威海路384弄41号的一处房产，进而修建了遇仙堂。并假借佛祖名义宣称自己是天上紫微星下凡，要做真命天子。在遇仙堂内称帝，要徒众对其顶礼膜拜，三呼万岁，并定国号为“顺政国”，还封了开国大臣。张顺宝又提出要“筹集银圆、充实国库”，在两年之内“完成大业，奠定天下”。1950年张顺宝重新刻制了玉玺、御印，分封了大元帅、督导御师、左右丞相、御文书、藩台、总兵等，图谋纠合百万人马，发起武装暴动，煽动徒众“保皇起义”。张顺宝指令各元帅发展人员，抢劫财物，刺探军事情报，还图谋抢劫解放军枪械，建立“游击基地”，扩张势力。1950年8月16日，张顺宝及其大臣于遇仙堂内被警方逮捕，遇仙堂被彻底捣毁，顺政国土崩瓦解。